# 硒化铝
硒化铝是一种无机化合物，化学式 Al2Se3。

## 制备
硒化铝可以由硒和铝在 1,000 °C（1,830 °F）下化合而成：
2 Al  +  3 Se  →   Al2Se3
纯的硒化铝是白色的，不过因为样本里有少许杂质，所以有各种颜色。  硒化铝样本必须远离水分，因为硒化铝会与水反应，生成剧毒的硒化氢。
Al2Se3  +  3 H2O   →   Al2O3  +  3 H2Se

## 用处
Al2Se3已用作硒化氢的前体，后者在用酸处理后会释放出来。 

## 存放
硒化铝必须存放在远离空气和水的地方。它绝对不可以和强氧化剂、强酸和强碱一起存放。